# La Pobla de Massaluca
La Pobla de Massaluca (em catalão e oficialmente), Puebla de Masaluca ou Pobla de Masaluca (em castelhano) é um município da Espanha na comarca de Terra Alta, província de Tarragona, comunidade autónoma da Catalunha. Tem 43,4 km² de área e em 2021 tinha 341 habitantes (densidade: 7,9 hab./km²).

## Demografia
| Variação demográfica do município entre 1991 e 2004 [carece de fontes?] | Variação demográfica do município entre 1991 e 2004 [carece de fontes?] | Variação demográfica do município entre 1991 e 2004 [carece de fontes?] | Variação demográfica do município entre 1991 e 2004 [carece de fontes?] |
| ----------------------------------------------------------------------- | ----------------------------------------------------------------------- | ----------------------------------------------------------------------- | ----------------------------------------------------------------------- |
| 1991                                                                    | 1996                                                                    | 2001                                                                    | 2004                                                                    |
| 471                                                                     | 445                                                                     | 430                                                                     | 433                                                                     |